# Singoli character song de La malinconia di Haruhi Suzumiya
Questa è la lista dei singoli character song tratti da La malinconia di Haruhi Suzumiya. Ogni CD comprende canzoni cantate dal doppiatore di un personaggio. Sono stati prodotti due gruppi di CD, e alcuni personaggi ne hanno quindi avuti due.
Tutti gli album hanno un titolo giapponese ma sulla copertina si trova quello inglese.

## Prima serie di CD
I primi tre CD, per Haruhi Suzumiya, Yuki Nagato e Mikuru Asahina, sono stati pubblicati il 5 luglio 2006. Due altri CD sono stati pubblicati il 6 dicembre 2006 per i personaggi di Tsuruya e Ryōko Asakura. Altri due sono stati pubblicati il 24 gennaio 2007 per la sorella di Kyon ed Emiri Kimidori. Infine il 24 febbraio 2007 sono stati pubblicati i primi due album dei personaggi maschili, Itsuki Koizumi e Kyon, per un totale di 9 CD.
Ogni CD comprende, oltre ad una o due canzoni dedicate al personaggio, anche una nuova versione di Hare hare yukai. Per i primi tre personaggi femminili è solo una versione simile all'originale ma cantata da una sola cantante, mentre l'originale era cantata da tutte e tre. Le versioni di Tsuruya e Ryōko hanno cambiamenti nel testo ma lo stesso arrangiamento, mentre le ultime quattro pubblicate hanno anche un arrangiamento diverso.

### Haruhi Suzumiya
Melancholy of Haruhi Suzumiya Character Song Vol. 1 Haruhi Suzumiya (涼宮ハルヒの憂鬱 キャラクターソング Vol. 1 涼宮ハルヒ?, Suzumiya Haruhi no yūutsu kyarakutā songu Vol. 1 Suzumiya Haruhi) è il primo CD dei tre pubblicati il 5 luglio 2006, unico ad essere stato pubblicato anche in Nordamerica allegato all'edizione speciale del terzo DVD della serie animata, pubblicato il 25 settembre 2007.
- Massima posizione nella classifica settimanale Oricon: 11
- Settimane in classifica: 10

#### Tracce
1. "Parallel Days" (パラレル Days?, Parareru Days) – 4:19
2. "SOS nara daijōbu" (SOS ならだいじょーぶ? L'SOS sarà tutto ok) – 3:46
3. "Hare hare yukai (Haruhi solo)" (ハレ晴レユカイ?) – 3:37
4. "Parallel Days (strumentale)" (パラレル Days（off vocal）?) – 4:19
5. "SOS nara daijōbu (strumentale)" (SOS ならだいじょーぶ（off vocal）?) – 3:46
6. "Hare hare yukai (Haruhi solo) (strumentale)" (ハレ晴レユカイ（off vocal）?) – 3:37

### Yuki Nagato
Melancholy of Haruhi Suzumiya Character Song Vol. 2 Yuki Nagato (涼宮ハルヒの憂鬱 キャラクターソング Vol. 2 長門 有希?, Suzumiya Haruhi no yūutsu kyarakutā songu Vol. 2 Nagato Yuki) è il secondo CD dei primi tre pubblicati il 5 luglio 2006.
- Massima posizione nella classifica settimanale Oricon: 13
- Settimane in classifica: 16 (record per la serie)

#### Tracce
1. "Yuki, muon, madobe nite." (雪、無音、窓辺にて。? Neve, silenzio, vicino alla finestra.) – 4:30
2. "SELECT?" – 4:21
3. "Hare hare yukai (Yuki solo)" (ハレ晴レユカイ?) – 3:37
4. "Yuki, muon, madobe nite. (strumentale)" (雪、無音、窓辺にて。（off vocal）?) – 4:30
5. "SELECT? (strumentale)" (SELECT?（off vocal）?) – 4:21
6. "Hare hare yukai (Yuki solo) (strumentale)" (ハレ晴レユカイ（off vocal）?) – 3:37

### Mikuru Asahina
Melancholy of Haruhi Suzumiya Character Song Vol. 3 Mikuru Asahina (涼宮ハルヒの憂鬱 キャラクターソング Vol. 3 朝比奈 みくる?, Suzumiya Haruhi no yūutsu kyarakutā songu Vol. 3 Asahina Mikuru) è il terzo dei tre CD pubblicati il 5 luglio 2006.
- Massima posizione nella classifica settimanale Oricon: 14
- Settimane in classifica: 8

#### Tracce
1. "Mitsukete Happy Life" (見つけて Happy Life?) – 3:57
2. "Toki no puzzle" (時のパズル?, Toki no pazuru, Il puzzle del tempo) – 4:22
3. "Hare hare yukai (Mikuru solo)" (ハレ晴レユカイ?) – 3:37
4. "Mitsukete Happy Life (strumentale)" (見つけて Happy Life（off vocal）?) – 3:57
5. "Toki no Puzzle (strumentale)" (時のパズル（off vocal）?, Toki no pazuru (off vocal)) – 4:22
6. "Hare Hare Yukai (Mikuru solo) (strumentale)" (ハレ晴レユカイ（off vocal）?) – 3:37

### Tsuruya-san
The Melancholy of Haruhi Suzumiya Character Song Vol. 4 Tsuruya-san (涼宮ハルヒの憂鬱 キャラクターソング Vol. 4 鶴屋さん?, Suzumiya Haruhi no yūutsu kyarakutā songu Vol. 4 Tsuruya-san) è il primo dei due CD pubblicati il 6 dicembre 2006.
- Massima posizione nella classifica settimanale Oricon: 13
- Settimane in classifica: 9

#### Tracce
1. "Seishun ii ja nai ka" (青春いいじゃないかっ?) – 4:09
2. "Megassa kōkishin" (めがっさ好奇心?) – 5:14
3. "Hare hare yukai" ~Ver. Tsuruya-san~ (ハレ晴レユカイ～Ver.鶴屋さん～?) – 3:37
4. "Seishun ii ja nai ka" (strumentale) (青春いいじゃないかっ（off vocal）?) – 4:09
5. "Megassa kōkishin" (strumentale) (めがっさ好奇心（off vocal）?) – 5:14

### Ryōko Asakura
The Melancholy of Haruhi Suzumiya Character Song Vol. 5 Ryōko Asakura (涼宮ハルヒの憂鬱 キャラクターソング Vol. 5 朝倉涼子?, Suzumiya Haruhi no yūutsu kyarakutā songu Vol. 5 Asakura Ryōko) è l'altro CD pubblicato il 6 dicembre 2006.
- Massima posizione nella classifica settimanale Oricon: 16
- Settimane in classifica: 9

#### Tracce
1. "Koyubi de gyu!" (小指でぎゅっ！?) – 4:39
2. "COOL EDITION" – 3:48
3. "Hare hare yukai" ~Ver. Asakura Ryōko~ (ハレ晴レユカイ～Ver.朝倉涼子～?) – 3:37
4. "Koyubi de gyu!" (strumentale) (小指でぎゅっ！（off vocal）?) – 4:39
5. "COOL EDITION" (strumentale) (COOL EDITION（off vocal）?) – 3:48[3]

### Sorella di Kyon
The Melancholy of Haruhi Suzumiya Character Song Vol. 6 Kyon's Sister (涼宮ハルヒの憂鬱 キャラクターソング Vol. 6 キョンの妹?, Suzumiya Haruhi no yūutsu kyarakutā songu Vol. 6 Kyon no imōto) è il primo dei due CD pubblicati il 24 gennaio 2007. È al secondo posto nella serie come massima posizione raggiunta in classifica ma è anche al penultimo posto in quanto a settimane di permanenza in essa.
- Massima posizione nella classifica settimanale Oricon: 10
- Settimane in classifica: 6

#### Tracce
1. "Imōto wasurecha oshioki yo" (妹わすれちゃおしおきよ?) – 3:37
2. "Hare hare yukai" ~Ver. Kyon no imōto~ (ハレ晴レユカイ～Ver.キョンの妹～?) – 3:42
3. "Imōto Wasurecha oshioki yo" (strumentale) (妹わすれちゃおしおきよ（off vocal）?) – 3:37
4. "Hare Hare Yukai" ~Ver. Kyon no imōto~ (strumentale) (ハレ晴レユカイ～Ver.キョンの妹～（off vocal）?) – 3:42[4]

### Emiri Kimidori
The Melancholy of Haruhi Suzumiya Character Song Vol. 7 Emiri Kimidori (涼宮ハルヒの憂鬱 キャラクターソング Vol. 7 喜緑 江美里?, Suzumiya Haruhi no yūutsu kyarakutā songu Vol. 7 Kimidori Emiri) è secondo CD pubblicato il 24 gennaio 2007.
- Massima posizione nella classifica settimanale Oricon: 11
- Settimane in classifica: 5 (record negativo per la serie)

#### Tracce
1. "fixed mind" – 5:04
2. "Hare hare yukai" ~Ver. Kimidori Emiri~ (ハレ晴レユカイ～Ver.喜緑江美里～?) – 4:50
3. "fixed mind" (strumentale) (fixed mind（off vocal）?) – 5:04
4. "Hare hare yukai" ~Ver. Kimidori Emiri~ (strumentale) (ハレ晴レユカイ～Ver.喜緑江美里～（off vocal）?) – 4:50[4]

### Itsuki Koizumi
Melancholy of Haruhi Suzumiya Character Song Vol. 8 Itsuki Koizumi (涼宮ハルヒの憂鬱 キャラクターソング Vol.8 古泉一樹?, Suzumiya Haruhi no yūutsu kyarakutā songu Vol. 8 Koizumi Itsuki) è il primo dei due singoli dedicati ai personaggi maschili, usciti il 21 febbraio 2007.
- Massima posizione nella classifica settimanale Oricon: 11
- Settimane in classifica: 10

#### Tracce
1. "Maggāre ↓ Spectacle" (まっがーれ↓スペクタクル?, Maggāre↓Supekutakuru) – 3:51
2. "Hare hare yukai" ~Ver. Koizumi Itsuki~ (ハレ晴レユカイ～Ver.古泉一樹～?) – 5:08
3. "Maggāre ↓ Spectacle" (strumentale) (まっがーれ↓スペクタクル（off vocal）?, Maggāre↓Supekutakuru (off vocal)) – 3:51
4. "Hare Hare Yukai" ~Ver. Koizumi Itsuki~ (strumentale) (ハレ晴レユカイ～Ver.古泉一樹～（off vocal）?) – 5:08

### Kyon
Melancholy of Haruhi Suzumiya Character Song Vol. 9 Kyon (涼宮ハルヒの憂鬱 キャラクターソング Vol.9 キョン ?, Suzumiya Haruhi no yūutsu kyarakutā songu Vol. 9 Kyon) è l'ultimo CD della prima serie ed il secondo dedicato ad un personaggio maschile, pubblicato il 21 febbraio 2007. Il singolo di Kyon fu quello che raggiunse la massima posizione in classifica ed al secondo posto per permanenza in essa.
- Massima posizione nella classifica settimanale Oricon: 9
- Settimane in classifica: 12

#### Tracce
1. "Kentai Life Returns!" (倦怠ライフ・リターンズ!?, Kentai raifu ritānzu!) – 3:36
2. "Hare hare yukai" ~Ver. Kyon~ (ハレ晴レユカイ～Ver.キョン～?) – 5:10
3. "Kentai Life Returns!" (strumentale) (倦怠ライフ・リターンズ!（off vocal）?, Kentai raifu ritānzu! (off vocal)) – 3:36
4. "Hare Hare Yukai" ~Ver. Kyon~ (strumentale) (ハレ晴レユカイ～Ver.キョン～（off vocal）?) – 5:10

## Seconda serie di CD
La seconda serie comprende 7 CD pubblicati nel 2009. I primi tre dedicati ad Haruhi Suzumiya, Yuki Nagato e Mikuru Asahina sono stati pubblicati il 1º ottobre, un quarto dedicato a Itsuki Koizumi il 18 novembre, e altri tre dedicati a Kyon, Tsuruya e Taniguchi il 9 dicembre per un totale di 7 CD. Quindi i cinque personaggi principali e Tsuruya hanno avuto due CD, mentre Ryōko Asakura, Emiri Kimidori, la sorella di Kyon e Taniguchi solo uno.

### Haruhi Suzumiya
Melancholy of Haruhi Suzumiya Character Song Vol. 1 Haruhi Suzumiya (涼宮ハルヒの憂鬱 キャラクターソング Vol. 1 涼宮ハルヒ?, Suzumiya Haruhi no yūutsu kyarakutā songu Vol. 1 Suzumiya Haruhi) è il primo dei tre CD pubblicati il 1º ottobre 2009.

#### Tracce
1. "Punkish Regular" – 3:24
2. "Sono hi sora wa kitto aoi" (その日空はきっと青い?) – 4:03
3. "Punkish Regular (strumentale)" (Punkish Regular（off vocal）?) – 3:24
4. "Sono hi sora wa kitto aoi (strumentale)" (その日空はきっと青い（off vocal）?) – 3:46

### Yuki Nagato
Melancholy of Haruhi Suzumiya Character Song Vol. 2 Yuki Nagato (涼宮ハルヒの憂鬱 キャラクターソング Vol. 2 長門 有希?, Suzumiya Haruhi no yūutsu kyarakutā songu Vol. 2 Nagato Yuki) è il secondo dei tre CD pubblicati il 1º ottobre 2009.

#### Tracce
1. under "Mebius" – 5:11
2. "Tsūka chiten no musica" (通過地点のMUSICA?) – 3:51
3. under "Mebius" (strumentale) (under "Mebius"（off vocal）?) – 5:11
4. "Tsūka chiten no musica (strumentale)" (通過地点のMUSICA（off vocal）?) – 3:51

### Mikuru Asahina
Melancholy of Haruhi Suzumiya Character Song Vol. 3 Mikuru Asahina (涼宮ハルヒの憂鬱 キャラクターソング Vol. 3 朝比奈 みくる?, Suzumiya Haruhi no yūutsu kyarakutā songu Vol. 3 Asahina Mikuru) è il terzo dei tre CD pubblicati il 1º ottobre 2009.

#### Tracce
1. "Etto...Returns shite revenge!" (えっと…リターンズしてリベンジ！?, Etto... Ritānzu shite ribenji) - 3:53
2. "Hen desu, kowai desu" (ヘンですコワイです?) - 3:48
3. "Etto...Returns shite revenge! (strumentale)" (えっと…リターンズしてリベンジ！（off vocal）?) - 3:53
4. "Hen desu, kowai desu (strumentale)" (ヘンですコワイです（off vocal）?) - 3:48

### Itsuki Koizumi
Melancholy of Haruhi Suzumiya Character Song Vol. 4 Itsuki Koizumi (涼宮ハルヒの憂鬱 キャラクターソング Vol. 4 古泉一樹?, Suzumiya Haruhi no yūutsu kyarakutā songu Vol. 4 Koizumi Itsuki) è l'unico CD pubblicato il 18 novembre 2009.

#### Tracce
1. "Tsumaranai hanashi desu yo" to boku wa iu (「つまらない話ですよ」と僕は言う?) - 4:25
2. "Tada no himitsu" (ただの秘密?) - 4:40
3. "Tsumaranai hanashi desu yo" to boku wa iu (strumentale) (「つまらない話ですよ」と僕は言う（off vocal）?) - 4:25
4. "Tada no himitsu (strumentale)" (ただの秘密（off vocal）?) - 4:40

### Kyon
Melancholy of Haruhi Suzumiya Character Song Vol. 5 Kyon (涼宮ハルヒの憂鬱 キャラクターソング Vol. 5 キョン?, Suzumiya Haruhi no yūutsu kyarakutā songu Vol. 5 Kyon) è il primo dei tre CD pubblicati il 9 dicembre 2009.

#### Tracce
1. "Homo Sapiens Rhapsody" (ホモ・サピエンス・ラプソディ?, Homo sapiensu rapusodi) - 4:21
2. "Daga soredake janai" (だがそれだけじゃない ?) - 3:48
3. "Homo Sapiens Rhapsody (strumentale)" (ホモ・サピエンス・ラプソディ（off vocal）?, Homo sapiensu rapusodi (off vocal)) - 4:21
4. "Daga soredake janai (strumentale)" (だがそれだけじゃない（off vocal）?) - 3:48

### Tsuruya-san
Melancholy of Haruhi Suzumiya Character Song Vol. 6 Tsuruya-san (涼宮ハルヒの憂鬱 キャラクターソング Vol. 6 鶴屋さん?, Suzumiya Haruhi no yūutsu kyarakutā songu Vol. 6 Tsuruya-san) è il secondo dei tre CD pubblicati il 9 dicembre 2009.

#### Tracce
1. "Matte matte! Irasshai" (祭って祭って! いらっしゃ～い?) - 3:16
2. "Osawagase no the end" (お騒がせのジ・エンド?, Osawagase no ji endo) - 3:38
3. "Matte matte! Irasshai (strumentale)" (祭って祭って! いらっしゃ～い（off vocal）?) - 3:16
4. "Osawagase no the end (strumentale)" (お騒がせのジ・エンド（off vocal）?, Osawagase no ji endo (off vocal)) - 3:38

### Taniguchi
Melancholy of Haruhi Suzumiya Character Song Vol. 7 Taniguchi (涼宮ハルヒの憂鬱 キャラクターソング Vol. 7 谷口?, Suzumiya Haruhi no yūutsu kyarakutā songu Vol. 7 Taniguchi) è il terzo dei tre CD pubblicati il 9 dicembre 2009 e ultimo della seconda serie.

#### Tracce
1. "Jinsei no shuyaku call！" (人生の主役コール！?, Jinsei no shuyaku kōru) - 3:30
2. "Tomodachi toshite wa sorega" (友達としてはソレが?) - 3:47
3. "Jinsei no shuyaku call！ (strumentale)" (人生の主役コール！（off vocal）?, Jinsei no shuyaku kōru (off vocal)) - 3:30
4. "Tomodachi toshite wa sorega (strumentale)" (友達としてはソレが（off vocal）?) - 3:47